# Салгейру (Фундан)
Салгейру (порт. Salgueiro) — район (фрегезия) в Португалии, входит в округ Каштелу-Бранку. Является составной частью муниципалитета Фундан. По старому административному делению входил в провинцию Бейра-Байша. Входит в экономико-статистический субрегион Кова-да-Бейра, который входит в Центральный регион. Население составляет 807 человек на 2001 год. Занимает площадь 56,49 км².
Покровителем района считается Апостол Варфоломей (порт. S.Bartolomeu).